# Skautský pozdrav

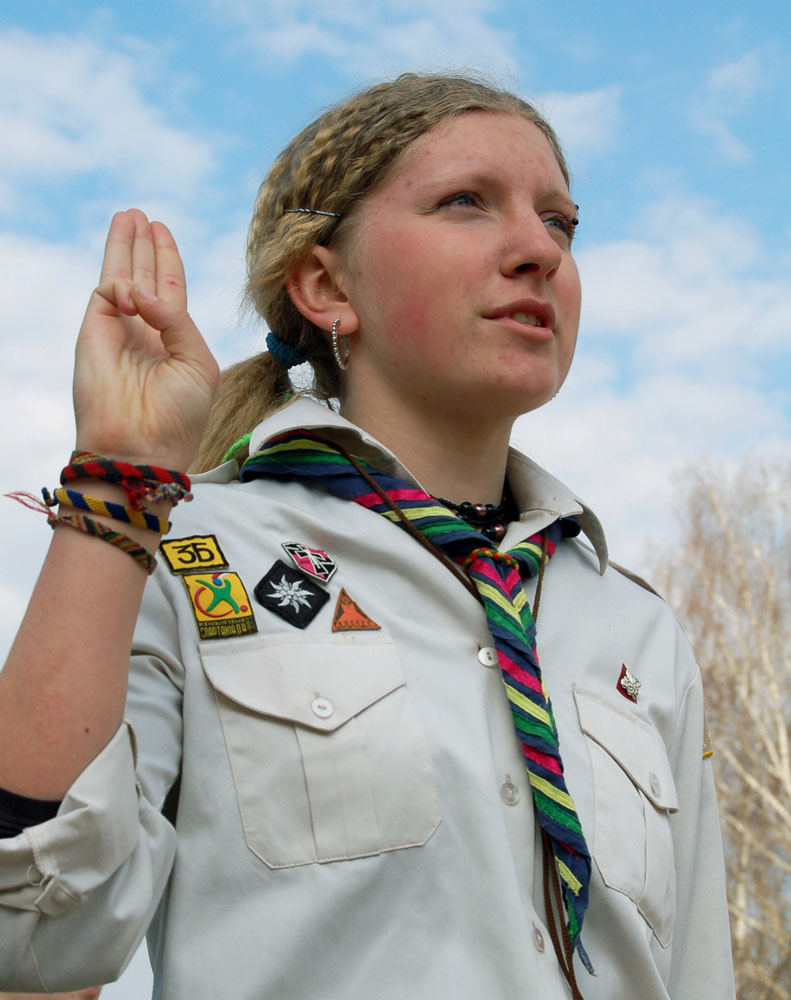
Zdravící ukrajinská skautka z Plast

Skautský pozdrav je gesto používané členy skautského hnutí po celém světě při zdravení ostatní skautů a národní vlajky na ceremoniích. Ve většině situací je pozdrav prováděn pravou rukou, dlaní směrem vpřed, palec drží malíček a konce prstů míří vzhůru nebo na čelo hlavy. Existuje několik variant pozdravu v různých skautských organizacích a také programových sekcích. Pro světlušky (mladší skautky) platí, že se zdraví jen se zdviženým ukazováčkem a prostředníčkem. Palec drží malíček a prsteníček. Jakmile složí "skautský slib" tak smí používat první variantu.

## Význam tří prstů

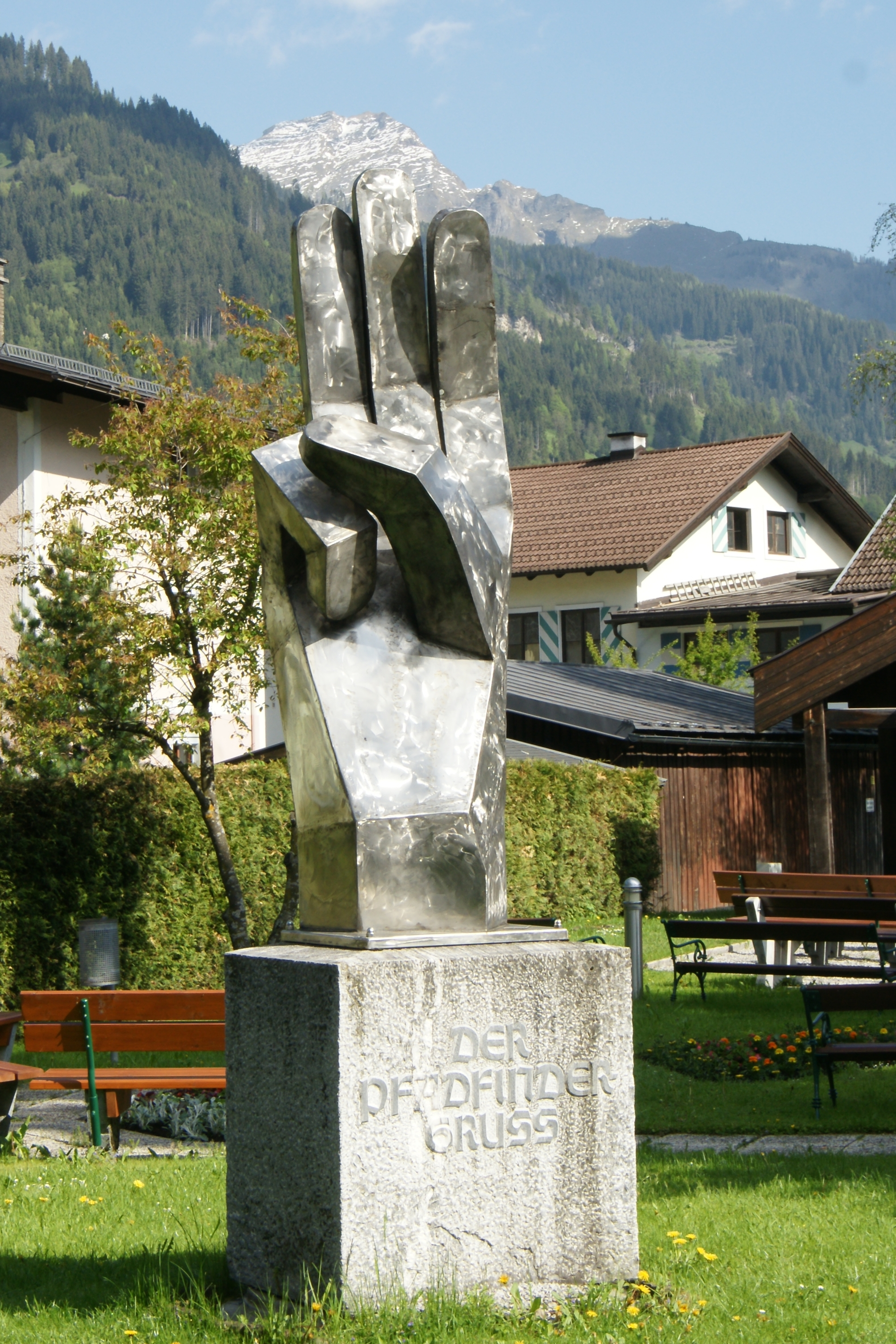
Socha znázorňující skautský pozdrav stojící v Großarl v Rakousku

Ve své knize Scouting for Boys vybral Robert Baden-Powell pro skauty pozdrav se třemi vztyčenými prsty jako symbol tří částí skautského slibu:
1. Povinnost vůči Bohu
2. Povinnost vůči ostatním
3. Povinnost k sobě[1]

### Pozdrav Vlčat
Vlčata mohou zdravit dvěma vztyčenými prsty roztaženými do „V“, dle zvyklosti národní organizace, ke které patří. Dva prsty reprezentují dva body zákona vlčat. Ve The Wolf Cub's Handbook, napsal Baden-Powell: „Proč dva prsty? No, víte jak vypadá hlava vlka s nastraženýma ušima. Používá se jako odznak vlčat. Dva prsty v pozdravu jsou dvě uši vlka.“